# Laura Boldrini

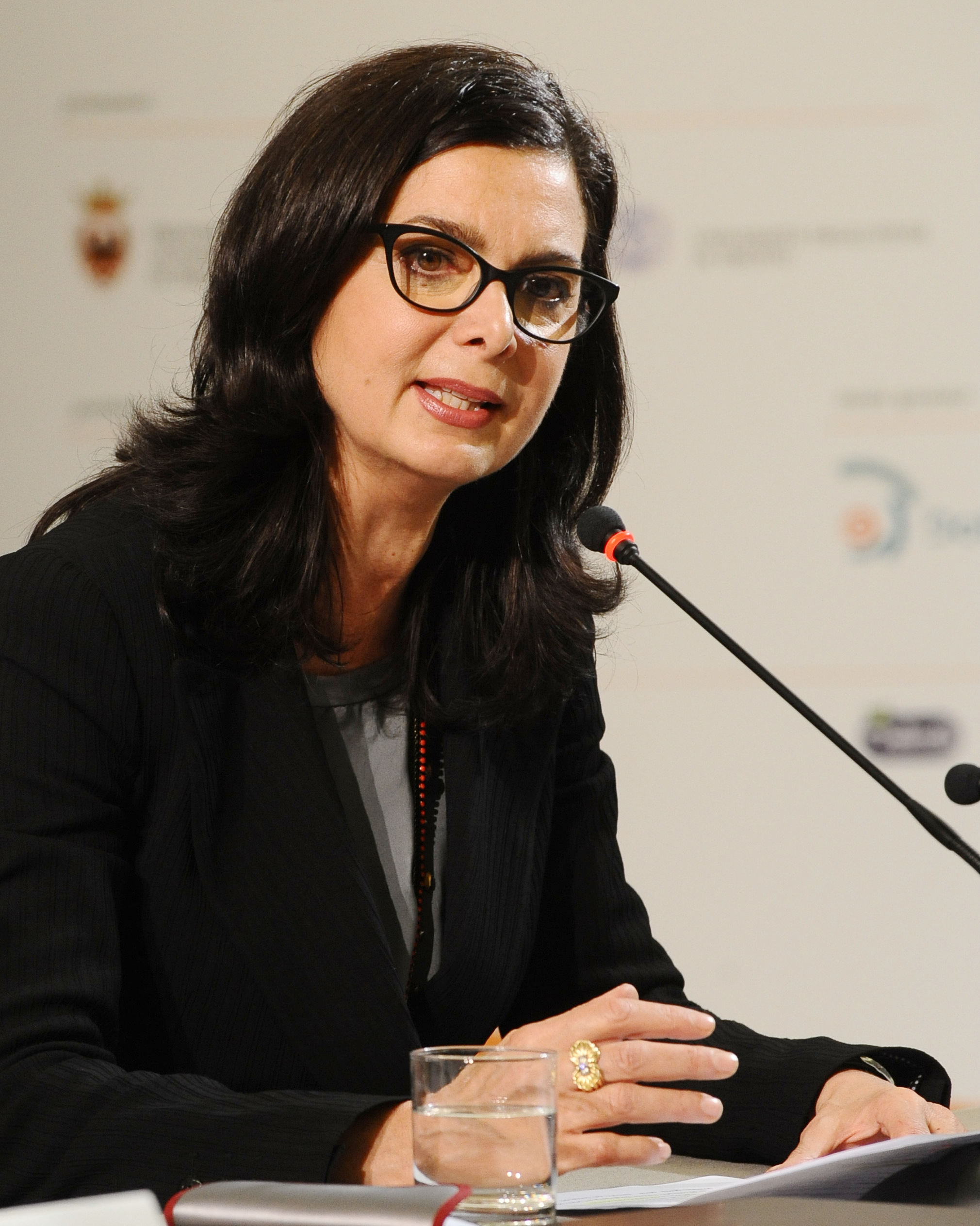
Laura Boldrini in 2013

Laura Boldrini (Macerata, 28 april 1961) is een Italiaans journalist, VN-functionaris, schrijfster en politica. Van 2013 tot 2018 was zij voorzitter van de Kamer van Afgevaardigden in Italië.
Van 1998 tot 2012 was zij woordvoerder van het Hoog Commissariaat voor de vluchtelingen voor Zuid-Europa (UNHCR, Regional Representation Southern Europe).

## Biografie
Als oudste kind van een advocaat en een kunstdocente groeide Boldrini op in de buurt van Jesi (provincie Ancona). Hier bezocht zij de lagere school, samen met haar zus en drie jongere broers. Later verhuisde het gezin naar Jesi, waar Laura naar het gymnasium ging.
In de zomer van 1981 besloot ze om voor drie maanden in Venezuela te gaan werken op een rijstplantage. Daarna maakte ze een reis door Midden-Amerika naar de Verenigde Staten en New York. Hier vatte zij het plan op om haar studiejaren te verdelen tussen zes maanden studeren en zes maanden reizen. Zo bezocht ze Zuidoost-Azië, Afrika, India en Tibet.
Ze is afgestudeerd in de rechten aan de Sapienza-universiteit in Rome in 1985 met een scriptie over de persvrijheid. Ondertussen werkte ze van januari 1983 tot december 1986 voor het Italiaanse persbureau AISE. Sinds 2 december 1986 staat ze ingeschreven in het register van journalisten. Van februari 1987 tot augustus had ze diverse contracten bij de Rai en werkte zo bij de productieafdeling van verschillende radio- en tv-programma's.
Ze is getrouwd en heeft een dochter.

### Carrière bij de VN en de UNHCR
In 1989 kon Boldrini dankzij een concours voor Junior Professional Officer gaan werken voor de VN. Zo werkte ze vier jaar voor de FAO als persmedewerker. Ze hield zich vooral bezig met het maken van televisie- en radio-uitzendingen.
Van 1993 tot 1998 werkte ze voor het Wereldvoedselprogramma als woordvoerder en persattaché voor Italië. In die jaren bezocht ze herhaaldelijk ex-Joegoslavië, de Kaukasus, Afghanistan, Tadzjikistan, Mozambique en Irak.
Van 1998 tot 2012 was zij woordvoerder van de vertegenwoordiging voor Zuid-Europa van het Hoog Commissariaat voor de Vluchtelingen van de Verenigde Naties (UNHCR) te Rome. Hier coördineerde ze de persactiviteiten van de organisatie op verschillende manieren: ze was verantwoordelijk voor het persbureau in Italië, ze was hoofdredacteur van het driemaandelijkse tijdschrift Rifugiati (vluchtelingen), nam deel aan openbare evenementen op het gebied van het recht op asiel, de migratiestromen over de Middellandse Zee en internationale noodsituaties, ze organiseerde conferenties en nam deel aan congressen aan universiteiten en onderzoeksinstituten. Ze bezocht heel wat crisissituaties: in Bosnië, Albanië, Kosovo, Pakistan, Afghanistan, Soedan, de Kaukasus, Angola, Zambia, Iran, Jordanië, Tanzania, Burundi, Rwanda, Sri Lanka, Syrië, Malawi en Jemen.
Ze heeft talrijke onderscheidingen gekregen, waaronder de officiële medaille van de Nationale Commissie voor gelijkheid en gelijke kansen voor mannen en vrouwen (1999), Ridder in de orde van verdienste van de Italiaanse Republiek (2004), een onderscheiding als Consort van de president van Italië (2006) en voor haar werk als persattaché ontving zij een oeuvreprijs van de Italiaanse Orde van Journalisten (2009).
Het rooms-katholieke weekblad Famiglia Cristiana noemde haar in het eerste nummer van 2010 “Italiaanse van 2009” vanwege haar “menselijkheid en evenwichtigheid in haar voortdurende inzet voor migranten, vluchtelingen en asielzoekers” en vanwege haar “waardigheid … en kracht in het veroordelen van … het terugsturen van immigranten op de Middellandse Zee, toen zich dat in de zomer van 2009 voordeed”. In 2011 kreeg zij de Premio Renato Benedetto Fabrizi, een prijs van de belangenvereniging van oud-partizanen uit de Tweede Wereldoorlog (ANPI).

### Parlementariër
Bij de Kamerverkiezingen van 2013 was Boldrini kandidaat voor de Kamer van Afgevaardigden in de kiesdistricten Sicilië 1 en 2 en Marche als lijsttrekker van de links-liberale partij SEL. Zij was een van de 23 kandidaten die door de partijleider naar voren waren geschoven. In alle drie de kiesdistricten raakte zij verkozen en ze besloot te zetelen voor kiesdistrict Sicilië 2.

### Voorzitter van de Kamer van Afgevaardigden

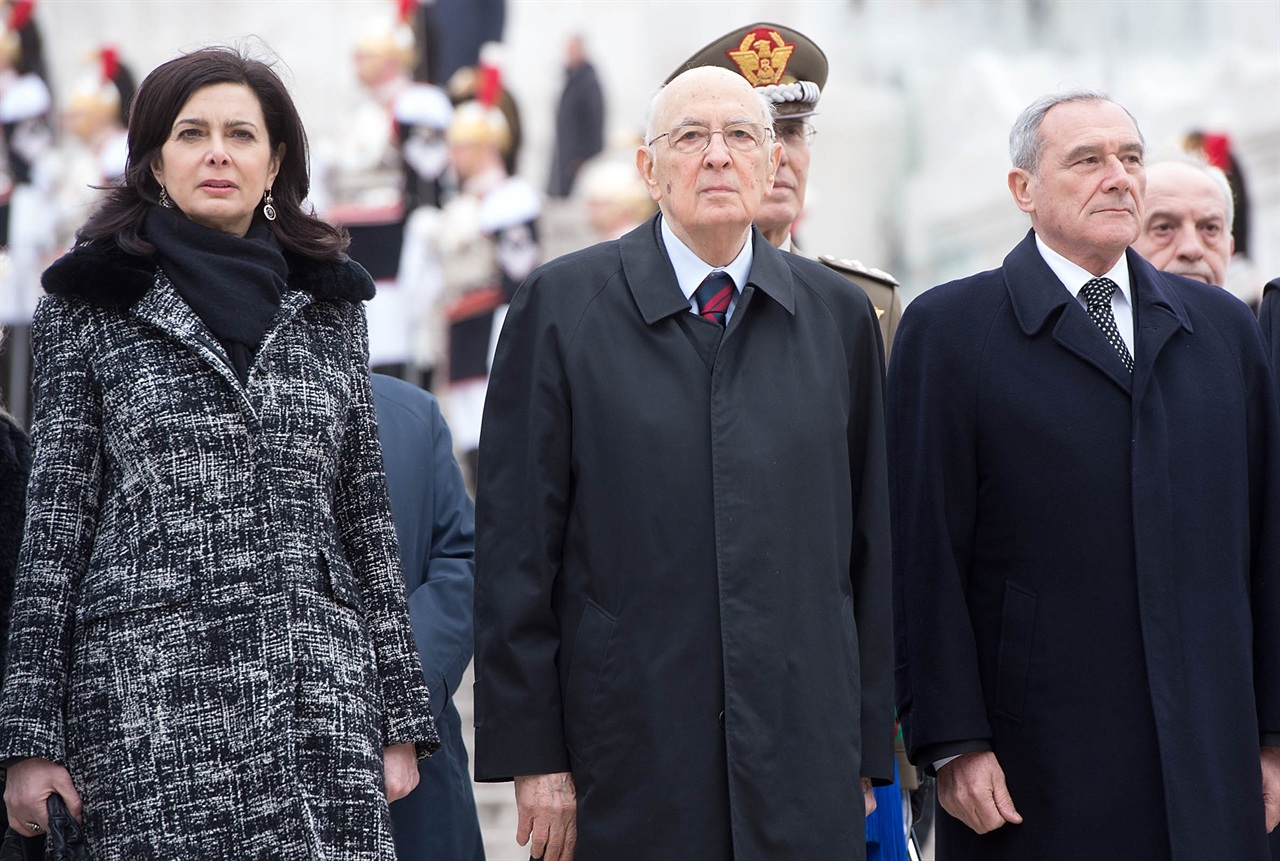
De ex-president van Italië Giorgio Napolitano, geflankeerd door Kamervoorzitter Laura Boldrini en senaatsvoorzitter Pietro Grasso

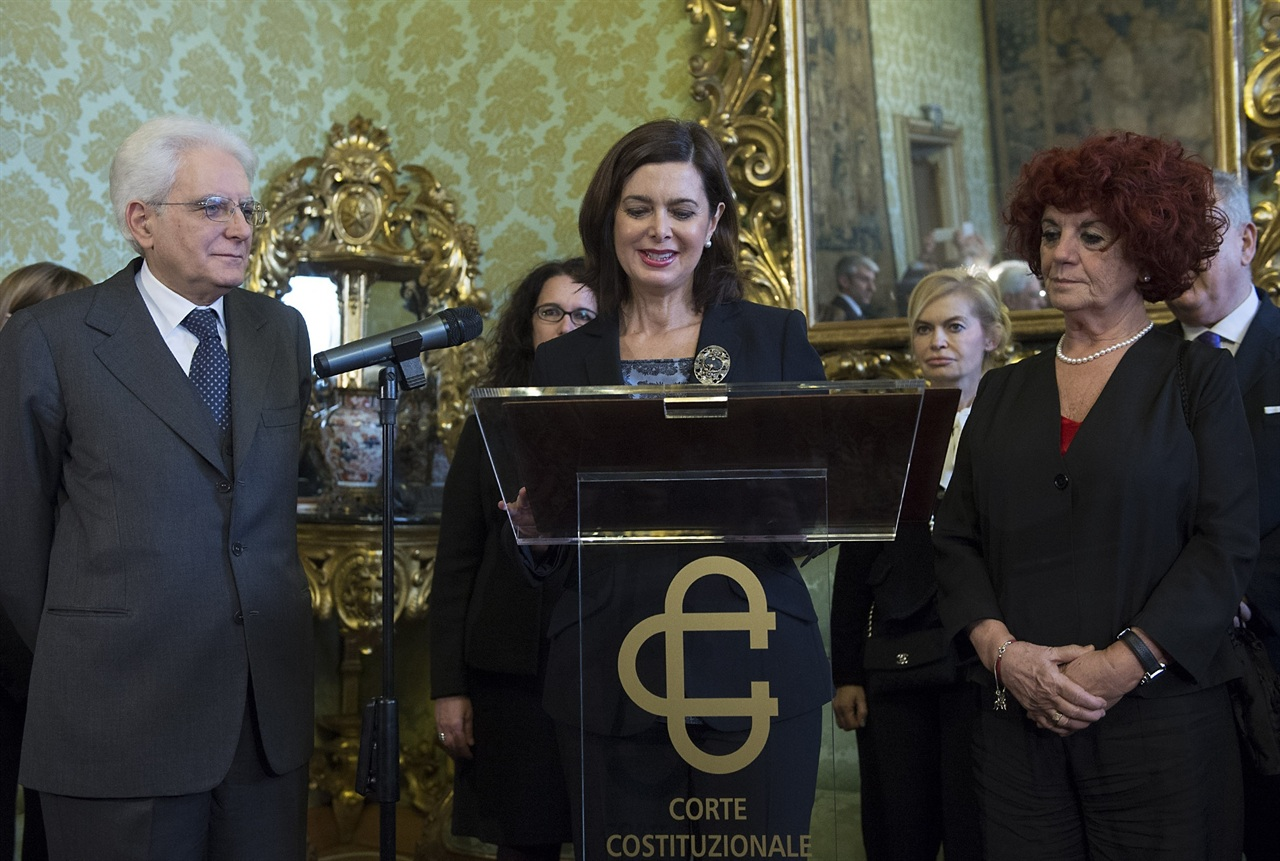
Laura Boldrini met de president van Italië Sergio Mattarella in 2015

Tot haar eigen verrassing werd Boldrini op 16 maart 2013 gekandideerd en verkozen als voorzitter van de Kamer, met 327 van de 618 stemmen. Na Nilde Iotti (1979-1992) en Irene Pivetti (1994-1996) is zij de derde vrouw die deze functie bekleedt.
Op 22 juni 2013 nam zij als eerste Kamervoorzitter deel aan de landelijke Gay Pride in Palermo.
In hetzelfde jaar hield zij op 2 augustus een herdenkingstoespraak in Bologna ter nagedachtenis aan de Bomaanslag van Bologna, toen dertig jaar geleden.
Vanaf augustus 2013 uitte de Vijfsterrenbeweging forse kritiek op Boldrini vanwege haar handelwijze als Kamervoorzitter voorafgaande aan de indiening van het wetsontwerp tegen vrouwengeweld. M5S kwam opnieuw met kritiek voorafgaand aan de bespreking van het wetsontwerp tegen homofobie en eind januari 2014 weer toen er gedebatteerd werd over het wetsontwerp IMU-Bankitalia. Hier maakte Boldrini gebruik van een procedure, de zogenoemde 'guillotine', die weliswaar vermeld staat in het reglement van de Senaat, maar in de Kamer nog nooit is toegepast. Deze procedure biedt de mogelijkheid om het parlementaire debat over te slaan en direct tot stemming over te gaan, dit om te voorkomen dat het wetsontwerp zijn vervaldatum overschrijdt en niet meer behandeld kan worden. Direct na deze gebeurtenis plaatste Beppe Grillo op zijn Facebookpagina een satirische video met daarbij het commentaar 'Wat zou er gebeuren als je Mevrouw Boldrini in je auto zou aantreffen?' Deze post werd door veel mensen voorzien van seksistische commentaren, maar die werden door de partijleiding van M5S verwijderd met een verklaring dat men afstand nam van deze reacties. Boldrini en veel andere politici reageerden evenwel geschokt op deze commentaren.
Boldrini heeft twee studiecommissies ingesteld, bestaande uit parlementariërs, experts en vertegenwoordigers van internationale instellingen: de Commissie Internet, die een verklaring heeft opgesteld omtrent de rechten en plichten op het internet, en de Commissie ‘Jo Cox’ die zich bezighoudt met het tegengaan van intolerantie, xenofobie, racisme en haatzaaien.
Zij zorgde ervoor dat in de Handelingen ook de vrouwelijke vormen ministra en deputata ingevoerd werden. Voorheen werden altijd de mannelijke vormen ministro en deputato gebruikt, ook als het om vrouwen ging. Daarnaast stelde zij een partijoverstijgende studiegroep in met als doel de gelijkheid tussen mannen en vrouwen te bevorderen. Bovendien wijdde zij een zaal van het parlement aan belangrijke vrouwelijke politici uit het recente verleden.
Zij heeft een gedragscode voor parlementariërs ingesteld en een reglement voor lobbyisten. De levenslange privileges die politici genieten, heeft zij afgeschaft voor ex-parlementariërs die voor zware misdrijven veroordeeld zijn. Ook heeft zij gezorgd voor het opheffen van de geheimhouding van de parlementaire handelingen.
Na de verkiezingen van 4 maart 2018 werd zij opgevolgd door Roberto Fico van de Vijfsterrenbeweging. Bij deze verkiezingen werd zij verkozen als lid van de Kamer van Afgevaardigden voor de linkse partij Liberi e Uguali.

### Schrijfster
In april 2010 publiceerde Boldrini het boek Tutti indietro (Iedereen naar achteren), waarin ze vertelt over haar ervaringen in humanitaire crises. Ze beschrijft de solidaire kant van Italië in mensen die hun leven wagen om bootvluchtelingen te redden en in mensen die zich inzetten voor de integratie van immigranten en vluchtelingen. De opbrengsten van het boek worden besteed aan studiebeurzen voor Afghaanse ama’s.
Op 20 maart 2013 werd haar tweede boek gepubliceerd, Solo le montagne non si incontrano mai (Alleen de bergen ontmoeten elkaar nooit). Het is het verhaal van Murayo en haar twee vaders, het verhaal van een ernstig ziek Somalisch meisje dat in 1994 door een soldaat naar Italië wordt gebracht. Veertien jaar later herkent ze haar vader in een op Vermist lijkend televisieprogramma. Aangemoedigd door haar Siciliaanse familie neemt Murayo contact op met haar vader en ontmoet hem vervolgens met hulp van Laura Boldrini in Kenia. De opbrengst van het boek ging naar het vluchtelingenkamp Dadaab.
In maart 2016 werd haar derde boek gepubliceerd: Lo sguardo lontano (Een wijde blik), waarin ze vertelt over haar eerste twee jaar in het parlement.
Tot aan haar verkiezing tot Kamervoorzitter schreef ze in diverse tijdschriften en hield ze een blog bij op de websites van La Repubblica en The Huffington Post Italia.